# ضریب بار (مهندسی برق)
ضریب بار در مهندسی برق ضریب بار به متوسط بار در یک دوره زمانی مشخص تقسیم بر بار پیک تعریف شده‌است.
{\displaystyle f_{Load}={\frac {\text{Average load}}{\text{Maximum load in given time period}}}}
به عنوان مثال نمونه‌ای از یک قبض برق مرکز بزرگ تجاری:
کیلووات تقاضا = ۴۳۶ کیلو وات.
کیلووات ساعت استفاده شده = ۵۷۲۰۰ کیلو وات ساعت است.
تعداد روز در چرخه صدور صورت حساب = ۳۲روز
```
Load Factor [%] = (57,200 kWh / (32 days X 24 hours per day)) / 436 kW X 100% = 17.08%
```

این مقدار را می‌توان از مشتق مشخصات بار از دستگاهی خاص یا سیستمی از دستگاه نیز بدست آورد. این مقدار همیشه به علت میزان حداکثر بار درخواستی از متوسط بار مصرفی بیشتر است نظیر اینکه همیشه تمام مصرف‌کننده‌ها همزمان در حال کار نیستند و با تمام ظرفیت کار نمی‌کنند، کمتر از ۱ می‌باشد.
ضریب بار بالا، نسبتاً به معنای استفاده از قدرت ثابت است. ضریب بار پایین گاهی نشان دهنده تقاضای بالایی تعیین شده‌است. برای سرویس دهی در زمان اوج مصرف، همیشه میزانی از ظرفیت برای مدتی طولانی بدون استفاده بوده که باعث تحمیل هزینه‌های اضافی به سیستم می‌شود.
هزینه‌های انرژی مصرفی به شکلی طراحی شده‌اند که مصرف‌کننده با بالاترین ضریب بار کمترین هزینه بابت هر کیلووات ساعت را پرداخت کند.
این فرایند به نام حفظ تعادل بار یا اصلاح اوج مصرف نامیده می‌شود.
ضریب بار اغلب به علت نزدیکی مفاهیم با ضریب تقاضا اشتباه می‌شود.
{\displaystyle f_{Demand}={\frac {\text{Maximum load in given time period}}{\text{Maximum possible load}}}}
توجه داشته باشید که تفاوت عمده این است که مخرج ضریب تقاضا ثابت و وابسته به مشخصات سیستم است. به این دلیل، ضریب تقاضا را نمی‌توان از مشتق مشخصات بار بدست آورد اما علاوه بر این، نیاز به مشخصاتی از بار کامل سیستم می‌باشد.